# 聖救主主教座堂 (奧林達)
聖救主主教座堂（葡萄牙語：Catedral Metropolitana São Salvador do Mundo；英语：Holy Saviour of the World Cathedral）即奥林达主教座堂，是天主教奧林達暨累西腓總教區的主教座堂，位于巴西东北部伯南布哥州的奥林达。

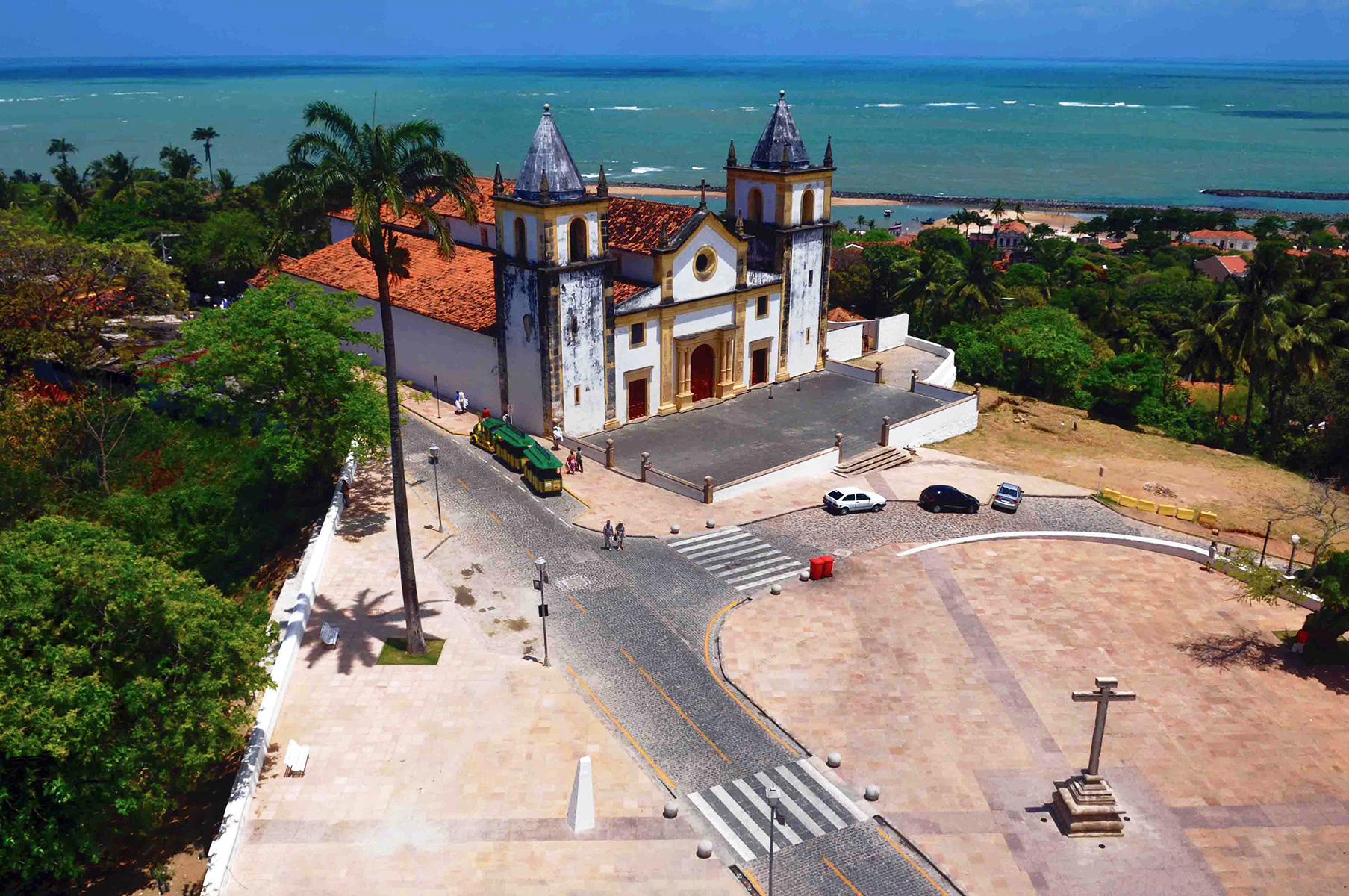

1676年教区成立时，该堂升格为主教座堂。